# さくらえみ
さくら えみ（1976年10月4日 - ）は、日本の女子プロレスラー。本名：元川 恵美（もとかわ えみ）。現在はプロレスリング我闘雲舞の代表。パブリック・ジョイ・プロダクションと業務提携を結んでいる。

## 所属
- I.W.A.JAPAN（1994年 - 1999年）
- FMW（1999年 - 2002年）
- フリーランス（2002年 - 2003年）
- 我闘姑娘（2003年 - 2006年）
- アイスリボン（2006年11月4日 - 2012年1月7日）
- フリーランス（2012年1月 - 5月）
- プロレスリング我闘雲舞（2012年5月 - ）

## 経歴
1995年
- 8月17日、IWA・JAPAN富山県高岡テクノドームでの対市来貴代子戦でデビュー。当時のリングネームは本名の元川恵美。同期に松田慶三、佐藤孝至（現：佐藤竜騎士）。所属していたIWA・JAPANの女子選手は実質、市来との2名のみであり他団体との交流も無かったことから、対戦相手は常に市来に固定されていた。その上女子プロレスを教えるコーチが存在しなかったため、あまり巧い試合内容ではなかった。

1996年
- 6月4日に市来から初勝利を挙げる。その後市来の退団に伴い、後輩の門田幸子や西堀幸恵と対戦するようになる。当時盛んだった女子プロレス団体間の交流戦からは外れ、目立たぬ位置でのファイトを続けており、その一風変わったファイトスタイルも相まって『カルトヒロイン』の呼び名がついた。
- 10月13日、JWP両国国技館大会にて宮口知子（現：輝優優）が持つ全日本ジュニア王座に挑むが8分25秒、ブラックバスター・ホールドで敗戦。これが元川にとって初めてとなる『女子プロレス』のリングであった。

1997年
- 8月13日、IWA・JAPAN北沢タウンホール大会にてルナ・バションの持つAWF世界女子王座に挑戦し、勝利した。初タイトルを獲得する。
- 全日本女子プロレスの経営難に端を発した選手の大量離脱に伴う選手数不足により、西堀と共に助っ人としてIWA・JAPANに所属したまま全女の興行に帯同する。このことによって試合数が大幅に増え、それまで対戦したことのなかったトップクラスの選手達と対戦したり、タッグを組むことにより試合運びなどを学ぶ機会を得たことで、レベルアップするきっかけを掴む。中西百重や坂井澄江といった若手レスラーらとライバル関係になり、中でも高橋奈苗は以降のプロレス人生に大きな影響を与えることになる。

1998年
- 1月24日、アクトシティ浜松で中西百重から全日本シングル王座奪取。
- 気胸で1ヶ月余り欠場。復帰後しばらく、フェイスペイントを施した「黒猫」のギミックを使用する。

1999年
- 3月、IWA・JAPANを退団。
- 4月、フリーで活動。
- 6月、FMWに入団。
- 12月、右肘の靭帯を損傷し、一時欠場する。

2001年
- 8月12日、アルシオン後楽園ホール大会にて、東西を代表する技マニア対決としてGAMIと対戦。敗れたものの「千の技を持つ女」の称号をGAMIから譲り渡される。
- FMW入団当初は、減っていたとはいえまだ中山香里など女子選手が数人所属してレギュラー参戦していたため、普通に試合が組まれた。しかしFMWの経営が苦しくなるに伴い女子選手の離脱が続き、他団体との交流も途絶えた末期には男子レスラーとのミックスドマッチや『性転換レスラー』をギミックにした工藤あづさ（現：gosaku）との試合などが多くなっていた。レスラーとしては、テクニシャンとしての評価を確立。
- 試合中に受けた技によって頸椎ヘルニアを発症、手術のため長期欠場に入る。

2002年
- FMWが倒産し、再びフリーとなった。
- プロレス活動と併せて女子プロレス教室や子供向け体操教室『アクション体操』を開始。我闘姑娘設立。入場テーマとして自身が歌う『さくらえびちゅ』という曲を作成、この歌に合わせて踊るメンバーを体操教室の生徒の中から選抜し『さくらえびきっず』を結成。このグループの中からりほ（現：里歩）・聖菜らが選手としてデビューしている。
  - アクション体操 - さくらえみ考案の体操でプロレスの動きや技、器械体操の要素を取り入れている。2012年現在は愛弟子のRayが引き継いでいる。
- 12月12日、WMF後楽園ホール大会にてレスラーとして復帰戦。

2003年
- リングネームを、我闘姑娘で使用していたさくらえみにそろえ改名。

2004年
- 10月31日、我闘姑娘、プロレス団体としての旗揚げ戦。

2006年
- 1月29日、新木場1stRING（“息吹”第5回大会）において、椎名由香の代打で出場。夏樹☆ヘッド（現：夏樹☆たいよう）と組み闘獣牙Leon（現：Leon）、バンビ組と対戦する。
- 6月20日、アイスリボン旗揚げ。
- 9月24日、東京・新木場1stRINGにおいて、きのこと対戦して勝利。同大会では石井美紀・希月あおいと組んで、零（現：Ray）・高橋李佳・春日萌花組と対戦。希月のクロスアーム式原爆固めで零が敗れる。
- 11月4日、我闘姑娘からアイスリボン（代表）に移籍。

2007年
- アイスリボンの興行と並行し、NEO女子プロレスの興行に参加。同団体の社長である甲田哲也との結婚騒動や、田村欣子に強引にタッグパートナーにさせられてNEO認定タッグに挑戦するなど、NEO女子プロレスの中心人物となった。
- 7月16日、東京・後楽園ホールにおいて田村欣子と組み、元気美佐恵・松尾永遠組の保持するNEO認定タッグに挑戦。さくらえみがラ・マヒストラルで元気美佐恵から勝利。田村欣子・さくらえみ組が第5代NEO認定タッグ王者になる。

2009年
- 1月、アイスリボンの新体制移行に伴って団体代表を退任。後任は佐藤肇（ネオプラス代表取締役社長）。
- 5月3日、板橋区立グリーンホール・パッション・レッド興行で高橋奈苗の持つNEO統一二冠王座に挑戦。高橋が試合中に脳震盪を起こし戦闘不能になり、TKO勝ちを収め第21代王者になる。2日後、田村欣子に敗れ初防衛に失敗。
- 5月24日、新宿FACEにてIWA旗揚げ15周年記念大会に出場し、市来貴代子と13年ぶりのシングルマッチを行った。
- 7月5日、NEOミッドサマー・タッグトーナメント'09優勝（パートナーは高橋奈苗）。
- 7月19日、JWP後楽園大会にて米山香織と組んで、JWP認定タッグ&デイリースポーツ女子タッグ王座に挑戦し勝利。JWPタッグ二冠を獲得した。
- 10月12日、北沢タウンホール大会で真琴の持つICE×60王座に挑戦。ラ・マヒストラルで勝利し、第4代王者となる。以後2010年1月4日の新木場1stRING大会までの間に10回の防衛を重ねる。
- 12月、東京スポーツ主催のプロレス大賞で「女子プロレス大賞」を受賞。女子プロレス大賞は数年間「該当者無し」が続いており、2003年の浜田文子以来実に6年ぶりの受賞者となった。

2010年
- 3月14日、NEO川崎市体育館大会。高橋奈苗の代理として華名とシングルマッチを戦い、勝利。
- 5月3日、後楽園ホール大会「ゴールデンリボン」にてりほの持つICE×60王座に挑戦。ラ・マヒストラルで勝利し、第8代王者となる。
- 6月下旬、19時女子プロレスで行う高橋奈苗とのシングルマッチ（おんな巌流島2010）を、高橋の持つJWP認定無差別級王座に自身が挑戦するタイトルマッチとする意向を、高橋と共に主張。
- 6月30日、アイスリボン道場にて高橋・コマンド・ボリショイらJWP3選手、マスコミらを交えた公開討論会「女子プロレス向上委員会・おんな巌流島2010編」を開催。結果、JWP側の以下の主張を受け入れ、ノンタイトルとなる[1][2]。
  - 無観客試合
  - ベルトのコミッショナーであるデイリースポーツの認可が得られていない
  - Ustreamではビジネスモデルが成立しておらず、現状ではタイトルマッチを行う環境として不適格
- 7月2日、JWP3選手立会いの下、19時女子プロレスにおいて高橋との「おんな巌流島2010」をノンタイトルマッチとして戦い、敗北[3]。
- 8月7日、板橋大会、星ハム子・藤本つかさと共にヒールメイクをしてつくし・りほ・みなみ飛香とイリミネーションマッチで対戦し敗戦。大会後、9月23日後楽園ホール大会「リボンの騎士たち」で、15周年を迎えた自身のわがままとして、同じ年（1995年）にデビューして同じ年（2006年）に団体を旗揚げしたセンダイガールズプロレスリング代表・里村明衣子との対戦の希望と、里村代表以外のセンダイガールズ所属選手を全員呼び付けて対抗戦を行うと発表。
- 9月19日、JWP新宿FACE大会。米山香織のJWP認定無差別級王座に挑戦、自ら提案した敗者髪切りマッチに敗れ、丸坊主となる。
- 9月23日、後楽園ホール大会「リボンの騎士たち」センダイガールズ代表・里村明衣子と初のシングルマッチを行い、敗戦[4]。
- 9月25日、道場マッチにて高橋奈苗と組んで市井舞・GENTAROの持つインターナショナル・リボンタッグ王座に挑戦し勝利、13代目王者となる。
- 11月21日、NEO大阪府立体育会館第2競技場大会。田村欣子の持つNEO統一二冠王座に挑戦するも敗戦。
- 11月22日、SMASH・JCBホール大会。米山香織と組んで朱里・華名組と対戦するが、朱里のハイキックで敗戦[5]。
- 12月17日から21日までZERO1の地方巡業に同行、高橋奈苗とシングル3連戦を行うが全敗。この間、TwitCastingで選手のインタビューや食事風景、また巌流島で高橋と無観客試合を行った様子やヒッチハイクの様子などを配信した。
- 帰京後、髪形を金髪パンチパーマに変更し「蕨の大仏」「ゴールデンパンチ」などと称する。

2011年
- 1月3日、ユニオンプロレス後楽園ホール大会。大仏キャラの覆面レスラー「ブラックチェリー3号」が1号（りほ似）・2号（みなみ飛香似）と共に登場し、ブーイングを浴びる。
- 1月、再び髪型を変更。今度は金髪モヒカンにして「蕨のロードウォリアー」と称される。変更に伴い「さくらえみゴールデンパンチ!」が「さくらえみ70kg!」に技の名称が戻った。
- 2月11日、KAIENTAI-DOJOとの合同興行で「K-RIBBON」・関根龍一と組んで真霜拳號・都宮ちい（現：ミクロ）と対戦し敗戦。
- TAKAみちのくに対して3月21日後楽園ホール大会での対戦を要求するも2月23日、道場マッチで「俺的には無いですよね」と断られる。
- 3月5日、道場マッチでかねてから対戦を要求されていた我闘姑娘時代の一番弟子であるRayとシングルマッチを戦い、勝利。
- 3月19日、後楽園大会のカード変更によって自分の対戦相手がいなくなり、東日本大震災での募金活動のため来場していた大江（旧姓・中西）百重にエキシビションマッチでの対戦を要求。
- 3月21日、後楽園ホール大会。大江百重とのエキシビションマッチを実現。
- 3月26日、道場マッチにてRayと組み志田光・藤本つかさの持つリボンタッグ王座に挑戦し、勝利。第15代王者となる。
- 6月1日、19時女子プロレス旗揚げ1周年記念大会にて、星ハム子＆宮城もちを相手にリボンタッグ王座の4度目の防衛戦に失敗、ベルトを失う。
- 6月15日、道場マッチにて、19日に復帰戦を行うマサ高梨の復帰挨拶中にアイアンマンヘビーメタル級王座のベルトを奪取（その後、長野ドラミ（当時・練習生）→みなみ飛香に移る）する。大会終了後に再び奪取したものの、高梨に再度奪われた。
- 7月24日、DDT両国国技館大会「両国ピーターパン2011〜二度あることは三度ある〜」にてアイアンマンロイヤルランブルに出場。愛川ゆず季・ヨシヒコ・ミスター6号・菊地毅と人気レスラーを次々失格に追い込み、ブーイングを浴びてしまう。最後の3人にまで残るが敗退した。
- 8月13日、アイスリボン道場大会にて真琴と組み、星ハム子・宮城もちの持つインターナショナルリボンタッグ王座に挑戦し勝利。第19代王者となるが、真琴の退団に伴い王座を返上。
- 8月22日、元同僚ザ・グレート・タケルの15周年記念興行に参戦。「IWA同窓会マッチ」と称された試合で師匠ブラックバファローと組み、松田慶三、YOSHIYAと対戦。松田からフォールを奪う。
- 10月9日、イギリス・ノッティンガムにて行われたプロレスリングEVEとの対抗戦にて、ジェニー・ジョディンの持つPro-Wrestling Eve王座に挑戦するも敗れる。
- 12月、サムライTVに生放送出演時に翌月をもってアイスリボン退団をすることを発表。

2012年
- 1月7日、この日のエル・パーク仙台 ギャラリーホール大会を最後に、一身上の都合という形でアイスリボンを退団。USTREAM「さくらえみの部屋」によると退団後の去就は未定で、引退の可能性もあったという。
- 1月8日、フリーランスとして退団後初となるブル中野引退興行「女帝」に参戦。
- 2月1日頃、タイに渡航していたことがTwitter及び「さくらえみの部屋」で明らかになった。この頃からタイでプロレスの普及活動を始める。
- 2月12日、JWPキネマ大会に来場して私物のフリーマーケットを開く。タイでの活動を報告するが、米山香織からJWP入団を打診されてしまう。4月22日のJWP後楽園大会で米山とのコントラ・マッチが組まれる。
- 4月1日、パブリック・ジョイ・プロダクションと業務提携。
- 4月20日、約3ヵ月半ぶりの試合としてプロレスリングWAVE初参戦。植松寿絵と対戦。
- 4月22日、JWP・コントラ・タイ行きマッチで米山に勝利し、米山とともにタイで活動することが確定した[6]。
- 4月30日、阿佐ヶ谷ロフトAで行われたトークショーに出演した際に、バンコクで立ち上げる予定のプロレス団体の名称が「我闘雲舞（ガトームーブ、Gatoh Move Pro Wrestling）」となることを発表する。
- 5月4日、昼のJWP板橋大会で米山香織と組み植松☆輝が返上して空位になったJWPタッグ二冠王座をコマンド・ボリショイ&ラビット美兎と争い、タイトル獲得に成功。夜のユニオン後楽園ホール大会において紫雷美央の代役としてチェリー対戦。「実年齢コントラ厚化粧マッチ」に勝利。試合後、団体に預けていたチェリーのパスポートがスクリーンに公開され、非公開となっていた生年月日が公表された。
- 5月16日、バンコクのMBKセンター前の特設リングで自身初のタイでのプロレスの試合を行う（対戦相手は米山香織）。
- 5月30日、我闘雲舞プレ旗揚げ。さくらに憧れている矢神知樹がセコンドについた。
- 6月7日・8日、バンコクで開かれたプロレス・エキスポに参戦。
- 6月16日、東部フレンドホール（東京都江戸川区に所在）で行われたマサ高梨自主興行に参戦。DJニラと対戦。
- 6月18日、南海記念診療所（東京都新宿区市谷田町1丁目）で「Gatoh-meet（通称ガトミー）」を開催[7]。ファンミーティングという形で日本における我闘雲舞の興行だが、資金難からタイ選手の出場はなく帰国スケジュールに合わせて行っていた。
- 9月6日、バンコク・桜道場でプロレスリング我闘雲舞旗揚げ。
- 8月19日、JWP後楽園大会にてコマンド・ボリショイ&中島安里紗の挑戦を受けるが、敗れてJWP二冠王座から陥落。
- 9月14日、市ヶ谷大会でさくら・米山・モーリー・中森華子の4人でユニット「ハートムーブ系リフォーム」を結成。以降はJWPにおいてボリショイ率いるJWP正規軍と抗争を繰り広げる。
- 9月21日、市ヶ谷で行われていた「Gatoh-meet」が定期化され、呼称が10月から「Gatoh-Move Japan Tour」に変更することを発表[8]。
- 10月8日、ディアナ六本木大会にて、井上京子25周年記念25人掛けの7人目として登場。
- 10月28日、JWP新宿大会で春山香代子が持つJWP認定無差別級王座に挑戦して奪取に成功。JWP初参戦から16年での無差別級王座奪取となった。また、日本人非所属選手による同王座の奪取は豊田真奈美、高橋奈苗に続く史上3人目であり、他団体所属では初となる（前出の2人はいずれも当時フリーランス）。
- 11月4日、我闘雲舞初の板橋グリーンホール大会でりほから改名した里歩とシングル。自身が作詞作曲した「限界のうた」をCD化して限定発売「歌手として武道館を目指す」と宣言。レスラーとしてはIジャ時代に全女で経験済みである。
- 11月10日、遠征先のプロレスリングEVEにてケイ・リー・レイを降しJWP認定無差別級王座の初防衛に成功。直後にアルファ・フィーメルからEVE王座を奪取したニッキー・ストームにタイトルマッチを要求し、EVE王座奪取成功。2冠となる。
- 12月20日、我闘雲舞2度目の板橋大会で松本浩代相手にEVE王座防衛戦を行い、時間切れ引き分け防衛。2月のイギリス遠征も決まった。
- 12月24日、JWP後楽園大会で中島安里紗相手にJWP認定無差別級王座の2度目の防衛戦を行うが、敗れてJWP王座陥落[9]。なお、試合前にTwitter上で「負けたらJWP撤退」を示唆していたため、以降のJWP参戦等は白紙となっていた。

2013年
- 1月31日、プロレスリングHEAT UP旗揚げ戦に参戦。米山と組んで高梨&山田太郎（666）と対戦して、米山が山田から米-ZOUでフォールを取って勝利。以降、定期参戦している。
- 2月3日、自身3度目となるイギリス遠征でニッキー・ストームとEVE王座防衛戦も敗れ王座陥落。
- 4月14日、後楽園にて4ヶ月ぶりとなるJWP参戦。EVE王座を争ったニッキー・ストームも来日してタッグを組み、かつて共闘したモーリー&中森華子のハートムーブと対戦。
- 5月11日、市ヶ谷チョコレート広場大会でDJニラと対戦して勝利し、いつでもどこでも挑戦権を獲得[10]。
- 5月12日、横尾由衣負傷のため急遽スターダム初参戦が決まり、高橋奈苗と約2年半ぶりのシングルで引き分け。新宿の骨董市で自身が保持していたAWF世界女子王座のベルトを発見し、ベルトを管理していたIWA・JAPANの浅野起州社長に通報して買い取り、6月1日のIWA JAPAN新宿大会で同王座決定戦への出場が決まる[11]。
- 6月1日、IWA JAPAN新宿大会でAWF王座決定戦を河童小町と行い、14年ぶりとなる同王座戴冠を果たす。
- 7月10日、大日本プロレス初参戦。米山と組んで佐々木義子&沼澤邪鬼美（女装した佐々木義人 (プロレスラー)と"黒天使"沼澤邪鬼）と対戦し、各20分3本勝負を行って2-1で勝利した。
- 7月15日、板橋大会でIWA JAPAN指名試合として市来貴代子（G-TALENT）とAWF世界女子王座選手権を行って初防衛した。
- 8月10日、板橋大会で、イギリスからプロレス留学をしているポリアンナ（EVE）とAWF世界女子王座選手権を行って2度目の防衛を果たした[12]。
- 8月17日、両国国技館「DDT万博 〜プロレスの進歩と調和〜」で行われた「オールナイトニッポンGOLD」パーソナリティ権争奪バトルロイヤルに出場。遠藤哲哉の強い要望によるものだった。
- 10月30日、WAVE後楽園大会にてGAMI引退記念5人掛けのひとりとして登場。
- 11月16日、IWA JAPAN新宿大会で杏仁師範with麻婆師範＆ハル・ミヤコとIWA三冠（自身が持つAWF世界女子とともに空位のIWA世界ヘビー級・ジュニアヘビー級）をかけて対戦し、三冠統一。

2015年
- 8月9日、我闘雲舞大阪湊区民センターにて「さくらえみデビュー20周年記念試合」として、さくらえみ＆「ことり」＆真琴vs里歩＆SAKI＆MIZUKIが組まれ、ラ・マヒストラルでMIZUKIから勝利。
- 8月13日、我闘雲舞初の後楽園ホール大会にて「さくらえみデビュー20周年記念試合」として、さくらえみ＆真琴vs志田光＆帯広さやかが組まれ、2階からのニャンニャンプレス→体固めで帯広から勝利[13]。

2016年
- 4月23日、アイスリボン道場マッチ後の座談会に乱入。その際に「横浜文体でアイスリボンは最終回です」と宣言し、5.4横浜文体大会への参戦を表明。ニコプロでの藤本との対談や自身のツイキャスにて、退団以来久々にアイスリボンについて語る[14]。
- 5月4日、アイスリボン横浜文化体育館大会のセミファイナルにて高橋奈七永とのタッグで藤本つかさ・中島安里紗と対戦。激戦の末、藤本のビーナスシュートで敗れる[15]。

2020年
- 3月28日、配信特化型団体チョコプロを旗揚げ。

2021年
- 2021年3月3日に行われた「スターダム10周年記念～ALLSTAR DREAM CINDERELLA～」日本武道館大会ではオールスター・ランブルに出場。我闘雲舞勢を引き連れ入場した[16]。
- 8月9日、Chocopro Live Special Showで行われた駿河メイ戦後に、活動拠点をアメリカ合衆国フロリダ州へと移してオール・エリート・レスリング（AEW)に定期参戦を果たす。

2022年
- 2022年12月10日に、ノースカロライナ州ウィンストンセーラムで行われたDeadlock Pro Wrestling1周年記念大会でレイチェル・ローズを破り、第2代DPW女子世界王者となる。

## 人物
- 高校時代に女子プロレス団体への入門を志望し、LLPWのオーディションを受けるが落選[17]。GAEA JAPANの書類選考は通ったものの、先に合格していたIWA・JAPANに入門することになった[18][19]。デビュー当時の目標レスラーは神取忍。
- FMW倒産後、この頃に地元・千葉で旗揚げされたKAIENTAI-DOJOに移籍を希望していたが、TAKAみちのく代表に「人気あるの？チケット売れるの？」と門前払いされていた。このエピソードについて、2011年2月11日に行われたアイスリボン・KAIENTAI-DOJO合同興行「K-RIBBON」でコメントしている[20]。
- 現在のリングネームの由来は、頚椎ヘルニアで入院中に差し入れられたサクラエビの佃煮に感動したことからである[21]、また入院中には同じ病院にはFMWの先輩のハヤブサが頸椎損傷で搬送され一緒に治療・リハビリを行った[注 1]、なおFMWの倒産は入院中に知らされる。
- それほど体格には恵まれていないが、多彩な技を持っており、時にコミカルなムーヴも交える技巧派レスラーであり強豪選手との名勝負も多い。
- アイスリボンでは自らが主役になることよりも若手の台頭を促す言動が多いが、若手の壁となるべき状況では強さ・厳しさを発揮する。
- mixiでの繋がりを母体に団体を旗揚げしたり、ブログやツイッターで多くの情報を発信するなど、インターネットの活用に積極的である。19時女子プロレスの旗揚げと同時期に不定期Ustream番組「さくらえみの部屋」も開始しており、アイスリボン興行の宣伝に始まり業界批評・関係者への生電話。更には雑談しながらの食事風景まで様々な内容を突発的に配信している。2010年12月からはTwitCasting番組「えみちゅ」も開始。
- 趣味は映画鑑賞であり、また作詞作曲も行っている。
- 小学校時代の同級生にお笑い芸人のまちゃまちゃがいる。
- 19時女子プロレスでは一時期対戦カード紹介のスーパーが「さくらみ」と誤植され、GENTAROらにネタにされていた。また菊地毅には「アルシオンのさくらいえみ」と勘違いされた[22]。
- 一時期、井上京子が経営する居酒屋「あかゆ」の日中に営業していた「喫茶あかゆ」を切り盛りしていた。
- 映画「ボヘミアン・ラプソディ」を見てクイーンにハマり、趣味は「クイーングッズ集め」になり、フレディ・マーキュリー仕様のコスチュームを着、試合中もさくらえみ70kgをやる前には「ウィ・ウィル・ロック・ユー」を歌い、ロメロ・スペシャルで相手を上げる前にはフレディのコール・アンド・レスポンス「AY-OH」を取り入れるまでになった。

## 得意技

### 打撃技
- 各種チョップ

逆水平チョップ、モンゴリアンチョップ、ローリングフューチャー（回転してのダブルハンドチョップ）などを使用する。
- さくらえみ斬り

主に背中への引っ掻き攻撃。
- さくらえみ70kg

コーナーに詰めた相手に対し、自分の体重を叫びながらのクロスボディ。たまにサバを読む。

### 固め技
- ラ・マヒストラル

フィニッシュホールドの1つとして愛用している。一時くるみに技を奪われたが、約束を破って使い続け、くるみから使用を許された。
- ロメロスペシャル

カベルナリアに移行する場合もある。
- さくらえび固め

相手を逆片エビ固めに捕らえたあと自分の体をブリッジさせ、マットに頭をつけた状態で相手の背中を反り上げる。現在は主に里歩が使用。
- トラブルクラッチ

相手の片腕を自分の足に挟み込んで極める逆片エビ固め。
- 熟女式グラビア固め

グラウンドで相手の両腕をクロスさせ自分の右足でロックし、自身はグラビアポーズを決める。
アイスリボンの選手が府中プロレス（現：東京多摩ルチャス）旗揚げ戦に来日したネグロ・ナバーロに伝授された関節技に独自のアレンジを加えたもの。ブル中野からは、「熟女としての色気が足りない」と評された。
- シュークリーム

ダブルアームで持ち上げカナディアンバックブリーカーのような形に担ぎ、そのままの体勢で固める。見た目がモコモコしているのと初めて出した相手の渋谷シュウのシュウをかけてシュークリームとした。
- リンギーナ

### 投げ技
- ダブルアームバックブリーカー
ケブラドーラ・コンヒーロ
アイスドライバー

シュークリームの体勢から固めずに相手をスピンさせながら横に落とす。氷上を走る車をイメージさせ、アイスドライバーの名がついた。我闘雲舞以降「ガトムードライバー」の名称を一時使用していたが後に元に戻し、AEW定期参戦以降は「Queen's Gambit」の名称で使用している。
- フラワーランチ

ダブルアームで持ち上げ、ファイナルカットの要領でリングに叩きつける。
- タイガードライバー
アストロシザーズ
逆打ち
スマッシュマウス
えみちゃんスープレックス

相手の片腕をロックしてのスープレックス。初期にはタイトル戦専用の技として使用していたが、危険なため後に封印された。
- 百均ドライバー

高梨将弘との連携技。ダブルアームで持ち上げたのち反転させて高梨が飛びつき背中から叩きつける。

### 飛び技
- 2階からのニャンニャンプレス

ファイアーバードスプラッシュ
- ムーンサルトプレス
クリオネ

ヴァルキリースプラッシュと同型。AEWでは「ロイヤルコイン」の技名で使用。
- フューチャースタープレス

セカンドからのリバースフットスタンプ、リバーススプラッシュ、リバーススプラッシュを捻ったセントーン、ムーンサルト・プレス、ヴァルキリースプラッシュの連撃技。
- 連射式ムーンサルトプレス

米山香織との連携技。同じコーナーから間髪入れず連続で打ち出す。

## タイトル歴
日本
- 第2代&第21代AWF世界女子王座
- 第26代全日本シングル王座（1998年1月30日 対中西百重戦で獲得。防衛3回）
- 第224代&第231代&第845代&第848代&第990代アイアンマンヘビーメタル級王座
- 第5代NEO認定タッグ王座（パートナーは田村欣子）
- 第21代NWAパシフィック女子&NEO認定シングル王座
- 第32代&第39代JWP認定タッグ王座&第5代&第12代デイリースポーツ認定女子タッグ王座（パートナーは米山香織）
- 第6代&第13代インターナショナルリボンタッグ王座（パートナーは米山香織→高橋奈苗）
- 第4代&第8代ICE×60王座
- 第15代&第19代&第21代インターナショナルリボンタッグ王座（パートナーはRay→真琴→つくし）
- 第20代JWP認定無差別級王座
- 初代&第3代&第5代&第11代IWA三冠統一王座
- 第4代&第8代アジアドリームタッグ王座（パートナーは高梨将弘→米山香織）
- 第5代スーパーアジア王座
- 女子プロレス大賞(2009年)

海外
- 第5代EVE王座
- 第2代DPW世界女子王座

## 入場テーマ曲
- さくらえびちゅ
- さくら Go Round

## 映画
- スリーカウント（2009年）（FAITHentertainment）
- 平成トンパチ野郎〜男はツラだよ〜（2009年）（マジカル / グラッソ）